# Куно II фон Фалкенщайн-Мюнценберг
Куно II фон Боланден-Фалкенщайн (на немски: Kuno II von Falkenstein-Münzenberg; † 14 май 1333) е благородник от фамилията Фалкенщайн, господар на Боланден и замък Фалкенщайн в Пфалц.
Той е син на Филип III фон Фалкенщайн († 1322) и втората му съпруга Лукард фон Изенбург-Бюдинген († 1309), извънбрачна дъщеря на Лудвиг фон Изенбург-Клееберг, бургграф на Гелнхаузен († ок. 1304).

## Фамилия
Куно II се жени за графиня Анна фон Насау-Хадамар (* 1299; † 1329), дъщеря на граф Емих I фон Насау-Хадамар († 1334) и Анна фон Цолерн-Нюрнберг († 1355). Те имат децата:
- Луитгард (Лукард), омъжена ок. 1343 г. за граф Емих VI фон Лайнинген-Хартенбург († 1381)
- Филип VI фон Фалкенщайн († 1373)

За втори път той се жени за Имагина (Мена) фон Бикенбах († 10 април 1367), дъщеря на Улрих I фон Бикенбах († 1339) и съпругата му Елизабет фон Изенбург-Лимбург. Те имат един син:
- Куно (* 1331)

Вдовицата му Имагина се омъжва втори път пр. 1337 г. за Герхард V фон Ринек († 1381).